# Patrik Pulkkinen
Patrik Pulkkinen, né le 14 mars 2001 à Helsinki, est un pilote de vitesse moto finlandais. Après deux saisons en Red Bull MotoGP Rookies Cup, il intègre en 2017 le championnat du monde en catégorie Moto3.

## Statistiques

### Résultats par année
| Année | Catégorie | Moto    | 1       | 2      | 3      | 4      | 5      | 6      | 7      | 8   | 9   | 10  | 11  | 12  | 13  | 14  | 15  | 16  | 17  | 18  | Pos | Pts |
| ----- | --------- | ------- | ------- | ------ | ------ | ------ | ------ | ------ | ------ | --- | --- | --- | --- | --- | --- | --- | --- | --- | --- | --- | --- | --- |
| 2017* | Moto3     | Peugeot | QAT Ab. | ARG 26 | AME 27 | ESP 26 | FRA 23 | ITA 27 | CAT 27 | NED | GER | AUT | CZE | GBR | RSM | ARA | JAP | AUS | MAL | VAL | nc  | 0   |

| Couleur | Résultat                     |
| ------- | ---------------------------- |
| Or      | Vainqueur                    |
| Argent  | 2e place                     |
| Bronze  | 3e place                     |
| Vert    | Terminé, dans les points     |
| Bleu    | Terminé, pas dans les points |
| Violet  | Abandon (Ab.) ou (Ret)       |
| Violet  | Non classé (NC)              |
| Rouge   | Pas qualifié (DNQ)           |
| Noir    | Disqualifié (DSQ)            |
| Blanc   | Pas au départ (DNS)          |
| Blanc   | Forfait (WD)                 |
| Blanc   | N'a pas participé (DNP)      |
| Blanc   | Blessé (INJ)                 |
| Blanc   | Exclu (EX)                   |
| Blanc   | Course annulée (C)           |